# Sant Pere Màrtir de la Vall d'en Bas
Sant Pere Màrtir de la Vall d'en Bas és un oratori de la Vall d'en Bas (Garrotxa) protegit com a Bé Cultural d'Interès Local.

## Descripció
Oratori construït en pedra amb un nínxol a la part superior, protegit amb una reixa i amb la figura policromada del sant al seu interior. Una petita creu corona l'oratori.

## Història
L'oratori no està dedicat a l'apòstol Sant Pere, sinó que es refereix a un altre nascut a Verona pertanyent a l'ordre dels Predicadors i que es va distingir per la seva tasca predicadora als càtars o albigesos, fet que li va valer el martiri i la mort. Era considerat protector de les collites, i és per aquest motiu que el dia de la seva festa (29 d'abril) es beneïen els camps i s'hi col·locaven rams de llor o olivera.
L'any 1999, la societat “Gats de Sant Miquel” d'Olot va restaurar l'oratori i hi va col·locar la reixa.